# د اوریون
د اوریون یک آسمان‌خراش واقع در ایالت نیویورک، ایالات متحده آمریکا می‌باشد. ساخت و ساز این ساختمان ۲۰۰۴ شروع شده‌است. معمار این بنا Cetra/Ruddy است. تعداد طبقاتش ۵۸ است.